# Iwate
Iwate (岩手県 (Nham Thủ huyện) Iwate-ken) là tỉnh thuộc vùng Tōhoku, Nhật Bản. Thủ phủ của tỉnh là thành phố Morioka. Tính đến ngày 1 tháng 10 năm 2020, dân số ước tính của tỉnh là 1.210.534 người và mật độ dân số là 79 người/km2. Tổng diện tích của tỉnh là 15.275,01 km2.

## Địa lý

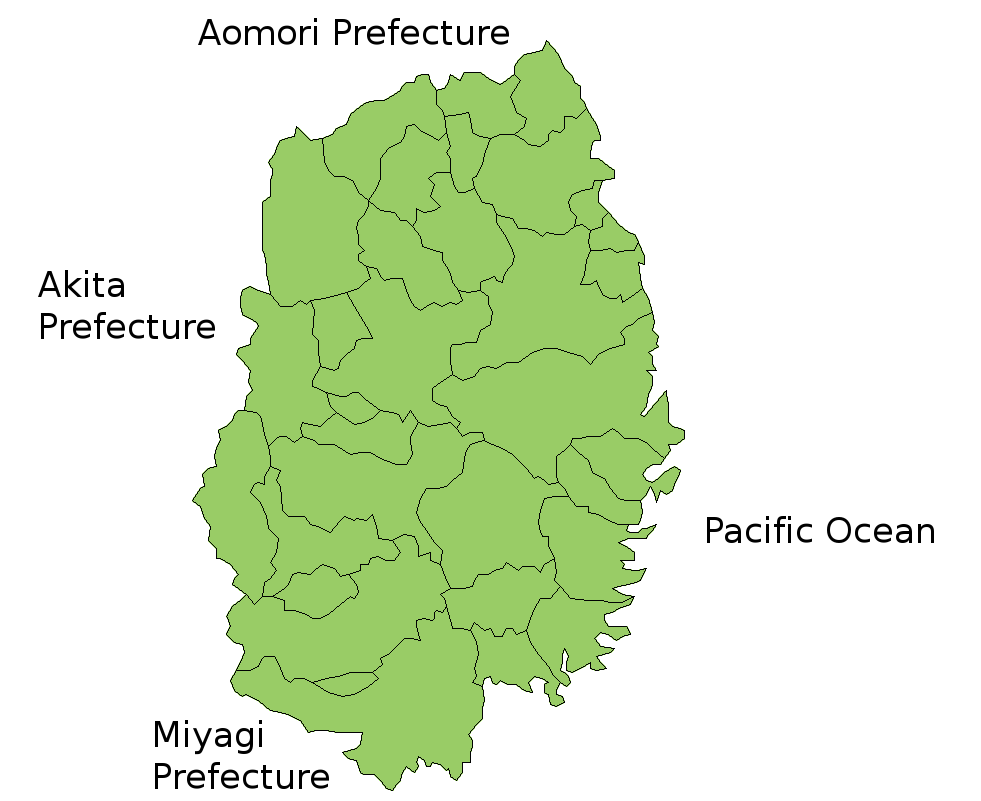
Bản đồ tỉnh Iwate

Iwate đối diện với biển Thái Bình Dương về phía Đông, giáp ranh với tỉnh Aomori ở phía Bắc, tỉnh Akita ở phía Tây và tỉnh Miyagi ở phía Nam. Iwate có núi ở phía Đông, Tây, Bắc, với lưu vực sông Kitakami chạy từ Bắc tới Nam qua trung tâm tỉnh, bao gồm cả thành phố thủ phủ. Bờ biển ở đây thô và nhỏ nằm giữa biển và các ngọn núi.

## Lịch sử
Iwate trong lịch sử là một phần của tỉnh Mutsu. Nó chỉ thực sự trở thành một tỉnh riêng vào khoảng năm 800.
Trong thời kỳ Jōmon, đây là một vùng rất phong phú cho việc săn bắn và đánh bắt cá. Cũng có một vài sự định cư của người Emishi tại lưu vực Kitakami cho đến cuối thế kỉ thứ 8 khi mà chính quyền Nara quyết định xâm nhập sâu vào Iwate, với pháo đài Shiwa, tới phía Bắc của Morioka ngày nay, được xây dựng năm 803.

## Hành chính

### Thành phố
| Tên               | Tên        | Diện tích (km2) | Dân số  | Mật độ (người/km2) | Bản đồ |
| Rōmaji            | Kanji      | Diện tích (km2) | Dân số  | Mật độ (người/km2) | Bản đồ |
| ----------------- | ---------- | --------------- | ------- | ------------------ | ------ |
| Hachimantai       | 八幡平市   | 862,3           | 25,.076 | 29,08              |        |
| Hanamaki          | 花巻市     | 908,39          | 94.691  | 104,24             |        |
| Ichinoseki        | 一関市     | 1.256,42        | 114.476 | 91,11              |        |
| Kamaishi          | 釜石市     | 440,34          | 32.609  | 74,05              |        |
| Kitakami          | 北上市     | 437,55          | 92.311  | 210,97             |        |
| Kuji              | 久慈市     | 623,5           | 34.418  | 55,20              |        |
| Miyako            | 宮古市     | 1.259,15        | 51.150  | 40,62              |        |
| Morioka (thủ phủ) | 盛岡市     | 886,47          | 290.700 | 327,93             |        |
| Ninohe            | 二戸市     | 420,42          | 26.344  | 62,66              |        |
| Ōfunato           | 大船渡市   | 322,51          | 35.452  | 109,93             |        |
| Ōshū              | 奥州市     | 993,3           | 114.620 | 115,39             |        |
| Rikuzentakata     | 陸前高田市 | 231,94          | 19.062  | 82,19              |        |
| Takizawa          | 滝沢市     | 182,46          | 55.325  | 303,22             |        |
| Tōno              | 遠野市     | 825,97          | 26.110  | 31,61              |        |

### Làng và thị trấn
| Tên         | Tên      | Diện tích (km2) | Dân số | Mật độ (người/km2) | Huyện         | Loại đô thị | Bản đồ |
| Rōmaji      | Kanji    | Diện tích (km2) | Dân số | Mật độ (người/km2) | Huyện         | Loại đô thị | Bản đồ |
| ----------- | -------- | --------------- | ------ | ------------------ | ------------- | ----------- | ------ |
| Fudai       | 普代村   | 69,66           | 2.607  | 37,42              | Shimohei      | Làng        |        |
| Hiraizumi   | 平泉町   | 63,39           | 7.408  | 116,86             | Nishiiwai     | Thị trấn    |        |
| Hirono      | 洋野町   | 302,92          | 15.398 | 50,83              | Kunohe        | Thị trấn    |        |
| Ichinohe    | 一戸町   | 300,03          | 12.053 | 40,17              | Ninohe        | Thị trấn    |        |
| Iwaizumi    | 岩泉町   | 992,36          | 8.987  | 9,06               | Shimohei      | Thị trấn    |        |
| Iwate       | 岩手町   | 360,46          | 13.111 | 36,37              | Iwate         | Thị trấn    |        |
| Kanegasaki  | 金ケ崎町 | 179,76          | 15.580 | 86,67              | Isawa         | Thị trấn    |        |
| Karumai     | 軽米町   | 245,82          | 8.895  | 36,19              | Kunohe        | Thị trấn    |        |
| Kunohe      | 九戸村   | 134,02          | 5.650  | 42,16              | Kunohe        | Làng        |        |
| Kuzumaki    | 葛巻町   | 434,99          | 5.632  | 12,95              | Iwate         | Thị trấn    |        |
| Nishiwaga   | 西和賀町 | 590.74          | 5,468  | 9.26               | Waga District | Thị trấn    |        |
| Noda        | 野田村   | 80,8            | 4.201  | 51,99              | Kunohe        | Làng        |        |
| Ōtsuchi     | 大槌町   | 200,42          | 11.572 | 57,74              | Kamihei       | Thị trấn    |        |
| Shiwa       | 紫波町   | 238,98          | 33.090 | 138,46             | Shiwa         | Thị trấn    |        |
| Shizukuishi | 雫石町   | 608,82          | 16.263 | 26,71              | Iwate         | Thị trấn    |        |
| Sumita      | 住田町   | 334,84          | 5.315  | 15,87              | Kesen         | Thị trấn    |        |
| Tanohata    | 田野畑村 | 156,19          | 3.244  | 20,77              | Shimohei      | Làng        |        |
| Yahaba      | 矢巾町   | 67,32           | 27.227 | 404,44             | Shiwa         | Thị trấn    |        |
| Yamada      | 山田町   | 262,81          | 15.195 | 57,82              | Shimohei      | Thị trấn    |        |